# Illadopsis fulvescens
Illadopsis fulvescens là một loài chim trong họ Pellorneidae.